# 어류학

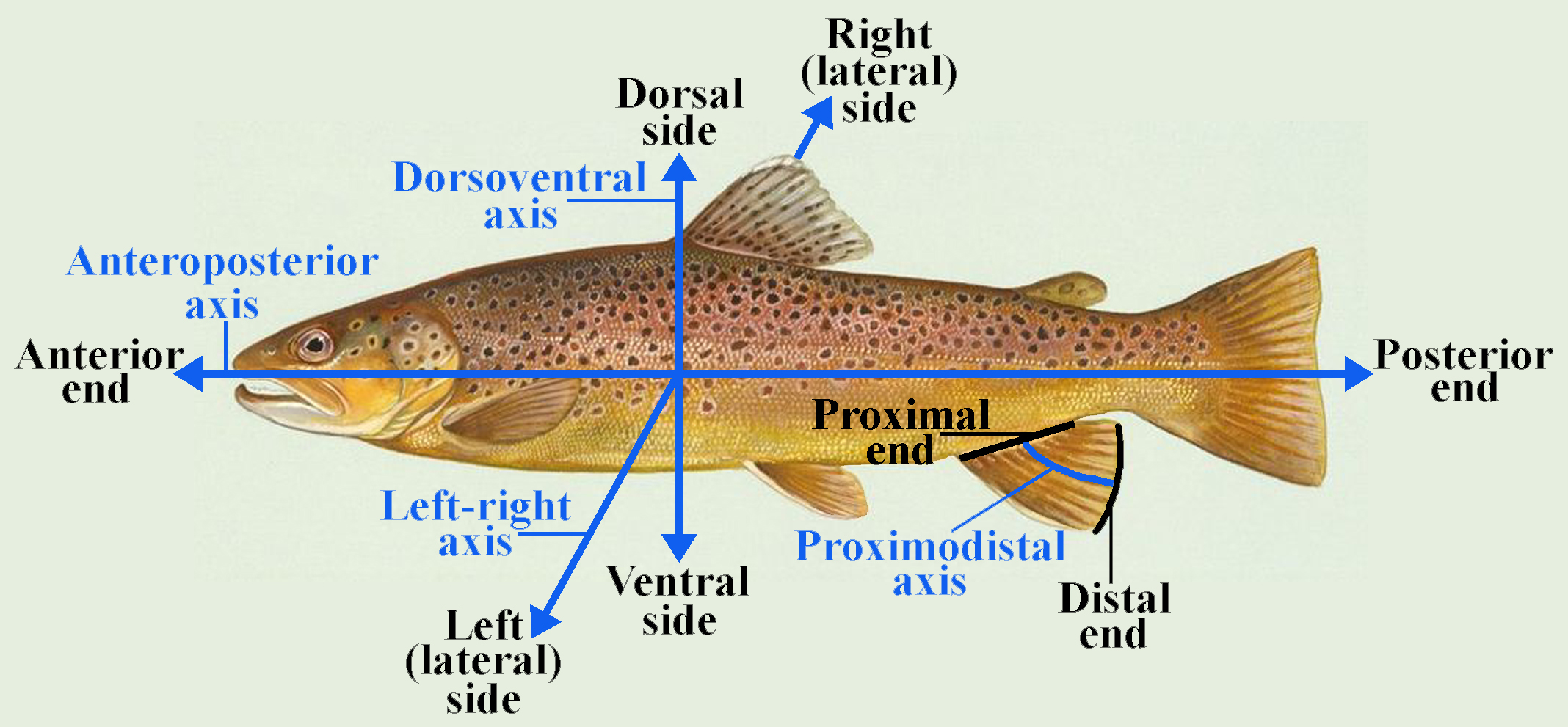

어류학(漁類學, 영어: Ichthyology)은 어류에 관한 걸 연구하는 학문이다.

## 어류학자
- 루이 아가시
- 상황 아키히토
- 에드워드 드링커 코프
- 조르주 퀴비에
- 칼 폰 린네
- J.L.B. 스미스